# Gigi Angelillo
Luigi Angelillo, detto Gigi (Gioia del Colle, 20 dicembre 1939 – Roma, 21 luglio 2015), è stato un attore, doppiatore e regista teatrale italiano.

## Biografia
Ha iniziato l'attività teatrale con il Teatro delle Dieci, che ha poi lasciato per partecipare al Teatro Nuova Edizione fondato da Alberto e Luigi Gozzi. Negli anni sessanta Angelillo ha partecipato all'opera di decentramento teatrale di Giuliano Scabia. Negli anni settanta ha collaborato a lungo con il Teatro Stabile di Torino diretto da Mario Missiroli e nel 1978 ha fondato la Società Teatrale l'Albero con l'attrice e doppiatrice Ludovica Modugno.
Negli anni ottanta ha cominciato ad alternare il teatro al doppiaggio, prestando la voce al personaggio di Paperon de' Paperoni in DuckTales - Avventure di paperi e nella riedizione di Canto di Natale di Topolino e all'alieno Alf protagonista dell'omonima serie televisiva e del cartone animato Le favole di Alf. Per questa interpretazione ha vinto l'Anello d'oro al Festival del Doppiaggio Voci nell'Ombra del 2001. Per la Disney ha doppiato oltre a Paperone, altri personaggi fra cui Doli in Taron e la pentola magica, Topson in Basil l'investigatopo e Fagin in Oliver & Company.
Tra gli attori doppiati Ronald Lacey in Yado, Wallace Shawn in Scene di lotta di classe a Beverly Hills e Anupam Kher in Sognando Beckham dove è stato diretto dalla Modugno. È apparso in diversi film, tra cui Cuore sacro di Ferzan Özpetek (nel ruolo del portiere Aurelio), L'amico di famiglia di Paolo Sorrentino e Romanzo criminale di Michele Placido. Nel 1990 ha ricevuto il Premio I.D.I. come migliore attore protagonista, mentre nel 1991 ha ricevuto il Biglietto d'oro dall'AGIS. Partecipa al film TV La doppia vita di Natalia Blum, per la regia di Anna Negri, girato nel 2008 a Bari per la serie Crimini 2 e trasmesso da Rai 2 nel 2010.
Gigi Angelillo è morto a Roma il 21 luglio 2015, all'età di 75 anni, dopo una lunga malattia.

## Vita privata
Era sposato con l'attrice e doppiatrice Ludovica Modugno.

## Filmografia

### Cinema
- L'ammazzatina, regia di Ignazio Dolce (1974)
- Il pavone nero, regia di Osvaldo Civirani (1975)
- Libera, amore mio!, regia di Mauro Bolognini (1975)
- Tesoromio, regia di Giulio Paradisi (1979)
- Giovanni Falcone, regia di Giuseppe Ferrara (1993)
- Territori d'ombra, regia di Paolo Modugno (2001)
- L'ospite segreto, regia di Paolo Modugno (2003)
- Mio cognato, regia di Alessandro Piva (2003)
- Cuore sacro, regia di Ferzan Özpetek (2005)
- Romanzo criminale, regia di Michele Placido (2005)
- L'amico di famiglia, regia di Paolo Sorrentino (2006)
- L'uomo giusto, regia di Toni Trupia (2007)
- Un amore di Gide, regia di Diego Ronsisvalle (2008)
- Il grande sogno, regia di Michele Placido (2009)
- Cado dalle nubi, regia di Gennaro Nunziante (2009)
- Feisbum - Il film, registi vari (2009)
- Il giovane Montalbano, regia di Gianluca Maria Tavarelli (2012)

### Televisione
- I tre diavoli, regia di Alvise Sapori – film TV (1966)
- Marcovaldo – miniserie TV (1970)
- Orfeo in Paradiso – miniserie TV (1971)
- I Nicotera – miniserie TV (1972)
- Puccini – miniserie TV (1973)
- Lo stratagemma dei bellimbusti, regia di M. Missiroli
- Il processo Matteotti, regia di G. Casalino
- Primo cittadino – serie TV (1997)
- Mai con i quadri, regia di Mario Caiano – film TV (1999)
- Ics - L'amore ti dà un nome, regia di Alberto Negrin – miniserie TV (2003)
- Edda, regia di Giorgio Capitani – miniserie TV (2005)
- R.I.S. - Delitti imperfetti – serie TV, episodio 3x03 (2007)
- Aldo Moro - Il presidente, regia di Gianluca Maria Tavarelli – miniserie TV (2008)
- I liceali – serie TV, episodi 2x02-2x03-2x04 (2009)
- Distretto di Polizia 9 – serie TV, episodi 9x07-11x17 (2009-2011)
- Crimini - serie televisiva, episodio 2x01 (2010)
- Squadra antimafia - Palermo oggi – serie TV, episodio 4x05 (2012)

## Teatro
- Le notti bianche, da Dostoevskij, regia di Gigi Angelillo
- Il signore e la sig.ra Ciemme, regia di Paolo Modugno
- Caffè Mozart, di Vanni Ronsisvalle, regia di Paolo Modugno
- L'ultimo nastro di Krapp, di Samuel Beckett, regia di Emanuelli
- Gli amanti timidi, di Carlo Goldoni, regia di Massimo Scaglione, Teatro delle Dieci (1964)
- Il divorzio, di Vittorio Alfieri, regia di Massimo Scaglione, Teatro delle Dieci (1965)
- Storie naturali, di Primo Levi, regia di Massimo Scaglione, Teatro alle Dieci (1966)
- L'onorevole, di Leonardo Sciascia, regia di Massimo Scaglione, Teatro delle Dieci (1966)
- Le farse, di Giovan Giorgio Alione, regia di Massimo Scaglione, Teatro delle Dieci (1967)
- Fando e Lisa, di Fernando Arrabal, regia di Massimo Scaglione, Teatro delle Dieci (1967)
- Aspettando Godot, di Samuel Beckett, regia di Massimo Scaglione, Teatro delle Dieci (1967)
- Re Cervo, adattamento di Alessandro Brissoni, regia di Massimo Scaglione, Teatro delle Dieci (1967)
- Il cielo è coperto, il mio dito è aperto, spettacolo Dada, regia di Massimo Scaglione, Teatro delle Dieci (1967)
- Il giovanotto che ha fretta, di Eugène Labiche, regia di Massimo Scaglione, Teatro delle Dieci (1968)
- Adramiteno, di Stefano Gavuzzi, regia di Massimo Scaglione, Teatro delle Dieci (1968)
- Un nome così grande, montaggio di Giuliano Scabia, Gruppo ricerca del T.S.T. (1970)
- 600.000 (gli scontri di Corso Traiano), montaggio di Giuliano Scabia, Gruppo ricerca del T.S.T. (1970)
- L'amante militare, di Carlo Goldoni, regia di Giacomo Colli (1971)
- Compagno Gramsci, di Maricla Boggio e Franco Cuomo, regia di Maricla Boggio, Teatro Insieme (1972)
- L'ispettore generale, di Nikolaj Gogol', regia di Mario Missiroli, Teatro Insieme (1972)
- A proposito di Liggio, di Bruno Caruso, Mario Missiroli e Vittorio Sermonti, regia di Mario Missiroli, Teatro Insieme (1973)
- Il tartufo, di Molière, regia di Mario Missiroli, Teatro di Roma (1975)
- La Venexiana, di ignoto veneto del Cinquecento, regia di Lorenzo Salveti, Teatro Stabile di Torino (1976)
- Amor circulus est bonus, elaborazione di Flavio Ambrosini e Vittorio Sermonti, regia di Lorenzo Salveti, Teatro Stabile di Torino (1976)
- La mossa del cavallo, elaborazione di Vittorio Sermonti, regia di Flavio Ambrosini, Teatro Stabile di Torino (1976)
- Il bagno, di Vladimir Majakovskij, regia di Mario Missiroli, Teatro Stabile di Torino (1976)
- La religione del profitto, di Vittorio Sermonti, regia di Mario Missiroli, Teatro Stabile di Torino (1976)
- Nathan il saggio, di Gotthold Ephraim Lessing, regia di Mario Missiroli, Teatro Stabile di Torino (1976)
- El retablo de Cervantes, regia di Flavio Ambrosini, Teatro Stabile di Torino (1976)
- Anfitrione, di Plauto, regia di Flavio Ambrosini, Teatro Stabile di Torino (1977)
- Cirano di Bergerac, di Edmond Rostand, regia di Maurizio Scaparro, Teatro Popolare di Roma (1978)
- Giorni di lotta con Di Vittorio, di Nicola Saponaro, regia di Maurizio Scaparro, Teatro Popolare di Roma (1978)
- Spostamenti d'amore di Alfred Jarry, di Gigi Angelillo e Ludovica Modugno, regia di Julio Zolueta, Società teatrale L'Albero (1979)
- Funtanaruja, da Lope de Vega, adattamento di Leonardo Sole e Marco Parodi, regia di Marco Parodi, Teatro di Sardegna (1979)
- Venere in pelliccia, di Gigi Angelillo e Ludovica Modugno, regia di Marco Parodi, Società teatrale L'Albero (1979)
- Il piacere, riduzione di Gigi Angelillo e Ludovica Modugno, regia di Piero Baldini, Società teatrale L'Albero (1981)
- L'ultima Alice, di Gigi Angelillo e Ludovica Modugno, regia di Valerio Valoriani, Società teatrale L'Albero (1981)
- Teresa Raquin, adattamento di Gigi Angelillo e Ludovica Modugno, regia di Alvaro Piccardi, Società teatrale L'Albero (1982)
- La signorina Elsa, di Arthur Schnitzler, regia di Gigi Angelillo, Società teatrale L'Albero (1982)
- Le anime morte, adattamento di Gigi Angelillo e Ludovica Modugno regia di Gigi Angelillo, Società teatrale L'Albero (1984)
- Piccoli omicidi, di Jules Feiffer, regia di Gigi Angelillo (1985)
- Salvo!, di Edward Bond, regia di Gigi Angelillo e Ludovica Modugno, Società teatrale L'Albero (1986)
- Medea, di Euripide, regia di Chérif, Consorzio teatrale calabrese (1987)
- Le donne della festa di Aristofane, regia di Massimo Manna, Consorzio teatrale calabrese (1987)
- Rigoletto, di Enzo Gentile, regia di Nello Costabile, Consorzio teatrale calabrese (1987)
- Norma, di Enzo Gentile, regia di Nello Costabile, Consorzio teatrale calabrese (1987)
- Lucia di Lammermor, di Enzo Gentile, regia di Nello Costabile, Consorzio teatrale calabrese (1987)
- Esercizi di stile, da Raymond Queneau, adattamento di Mario Moretti, regia di Jacques Seiler, Società teatrale L'Albero (1989)
- Il caffè del signor Proust, testo e regia di Lorenzo Salveti, Società teatrale L'Albero (1990)
- Il corridoio, di Umberto Marino, regia di Massimo Navone (1991)
- Carmela e Paolino - Varietà sopraffino, di José Sanchis Sinisterra, regia di Angelo Savelli (1991)
- La moglie del presidente, di Mario Moretti, regia di Gigi Angelillo, Società teatrale L'Albero (1992)
- L'estate, di Romain Weingarten, regia di Lorenzo Salveti (1993)
- Il male oscuro, adattamento e regia di Salvatore Cardone, Società teatrale L'Albero (1993)
- Le cipolle di Sofocle, da Friedrich Dürrenmatt, adattamento e regia di Marco Lucchesi, Società teatrale L'Albero (1993)
- La cognizione del dolore, di Carlo Emilio Gadda, drammaturgia e regia di Lorenzo Salveti, sede Rai di via Asiago, Roma (1994)
- Il malato immaginario, di Molière, regia di Lorenzo Salveti, Società teatrale L'Albero (1995)
- Deliri disarmati, di Guido Ceronetti, regia di Lorenzo Salveti, Asti Teatro (1996)
- Così è (se vi pare), di Luigi Pirandello, regia di Lorenzo Salveti, Teatro Stabile Abruzzese (1998)
- Ecuba, di Euripide, regia di Lorenzo Salveti, Teatro Greco di Siracusa (1998)
- Purgatorio98, testo e regia di Ugo Gregoretti, Borgio Verezzi (1998)
- Elettra, di Euripide, regia di Piero Maccarinelli, Teatro Greco di Siracusa (2000)
- Oreste, di Euripide, regia di Piero Maccarinelli, Teatro Greco di Siracusa (2000)
- Edipo a Colono, musiche di Felix Mendelssohn, Accademia nazionale di Santa Cecilia (2000)
- Giulio Cesare: un anno di quindici mesi, di Mario Giorgi, regia di Lorenzo Salveti, Società teatrale L'Albero (2000)
- La famiglia dell'antiquario, di Carlo Goldoni, regia di Adriana Martino (2000)
- Il principe, da Niccolò Machiavelli, adattamento e regia di Lorenzo Salveti (2001)
- Le furberie di Scapino, di Molière, regia di Sergio Fantoni, La Contemporanea 83 (2001)
- La stagione dei disinganni. Alfieri a Parigi incontra Goldoni e sogna Gobetti, di Marida Boggio, regia di Adriana Martino, Asti Teatro (2002)
- Quando torna la primavera, di Arnold Wesker, regia di Memè Perlini, Compagnia gli Ipocriti (2003)
- Il viaggio del Signor Perrichon, di Eugène Labiche, regia di Adriana Martino, Teatro canzone L'Albero (2004)
- Ifigenia in Tauride, di Wolfgang Goethe, regia di Cesare Lievi, Centro Teatrale Bresciano (2009)
- Il vecchio e il cielo, testo e regia di Cesare Lievi, CSS di Udine (2010)
- Re Lear, di William Shakespeare, regia di Michele Placido e Francesco Manetti, Estate Teatrale Veronese (2012)
- Il drago di carta, di Sergio Pierattini, con Michele Placido (2015)

## Doppiaggio

### Film cinema
- Frank McRae in Miracolo sull'8ª strada
- Ronald Lacey in Yado
- Wallace Shawn in Scene di lotta di classe a Beverly Hills
- Mako in Tucker - Un uomo e il suo sogno
- Richard Bakalyan in L'uomo più forte del mondo
- Derrick Branche in Il siciliano
- Jerry Hardin in Scandalo Blaze
- Harry Carey Jr. In Dietro la maschera
- Cleavon Little in Se ti mordo... sei mio
- Victor Argo in L'ultima tentazione di Cristo
- Jackie Cooper in Superman (ridoppiaggio)
- Jacques Nolot in Sotto la sabbia
- Erland Josephson in L'insostenibile leggerezza dell'essere
- Jean-Pierre Castaldi in Travaux - Lavori in casa
- Anupam Kher in Sognando Beckham
- Lars-Gunnar Aronsson in L'amore non basta mai
- Bogdan Diklic in Benvenuto Mr. President
- Arturo Goetz in La niña santa

### Film d'animazione
- Doli in Taron e la pentola magica
- Topson in Basil l'investigatopo
- Fagin in Oliver & Company
- Paperon de' Paperoni in Zio Paperone alla ricerca della lampada perduta
- Ebenezer Scrooge in Canto di Natale di Topolino (ediz. anni 1990)
- Alf in I nostri eroi alla riscossa

### Film TV
- Paul Fusco in Il mio amico ALF
- Charles Kay in Non abbiate paura - La vita di Giovanni Paolo II

### Telefilm
- John Rogan in Scuola di streghe
- Paul Fusco in ALF

### Cartoni animati
- Paperon de' Paperoni in DuckTales - Avventure di paperi
- Alf in Alf
- Dott. Galileone in Snorky
- Tummi in I Gummi (st. 2-6)